# Christian Bélascain
Pas d'image ? Cliquez ici

a Compétitions nationales et continentales officielles uniquement.

b Matchs officiels uniquement.
Christian Bélascain, né le 1er novembre 1953 à Biarritz (France) et mort le 8 janvier 2004 à Bayonne (France), est un joueur international français de rugby à XV évoluant au poste de centre au Boucau stade, à l'Aviron bayonnais et à l'US Bardos.

## Biographie
Christian Bélascain naît le 1er novembre 1953 à Biarritz dans le département français des Basses-Pyrénées.
Il est formé au Boucau stade, avec qui il dispute un 16e de finale de première division en 1973.[réf. nécessaire]
Par la suite, il signe à l'Aviron bayonnais en 1976, club avec lequel il remporte le Challenge Yves du Manoir en 1980 puis est finaliste du Championnat de France 1981-1982.
Il dispute son premier test match avec l'équipe de France le 10 décembre 1977, contre la Roumanie, et son dernier face au pays de Galles, le 19 mars 1983.
Le 7 novembre 1981, il joue avec les Barbarians français contre la Nouvelle-Zélande à Bayonne. Les Baa-Baas s'inclinent 18 à 28.
Il termine sa carrière de joueur à l'US Bardos.
Christian Bélascain devient ensuite moniteur d'éducation physique, puis entraîneur de l'Aviron bayonnais et manager de l'Aviron bayonnais.
Il meurt le 8 janvier 2004 à Bayonne, à 50 ans des suites d'une rupture d'anévrisme.
Dans les années 2000, un terrain à son nom est inauguré à Bayonne pour lui rendre hommage (ex-terrain des Remparts). Le Championnat de France des moins de 21 ans réservé aux clubs non professionnels (ex Reichel B) porte son nom.

## Palmarès

### En club
- Vainqueur du Challenge Yves du Manoir en 1980 avec l'Aviron bayonnais.
- Finaliste du Championnat de France de première division en 1982 avec l'Aviron bayonnais.
- Vainqueur du Championnat de France réserves en 1988 et 1989 avec l'Aviron bayonnais.

### En équipe nationale
- Vainqueur du Tournoi des Cinq Nations en 1983 avec l'équipe de France.

## Statistiques en équipe nationale
- Sélections en équipe de France : 18.
- 1 essai, 4 points.
- Sélections par année : 1 en 1977, 5 en 1978, 4 en 1979, 4 en 1982, 4 en 1983.
- Quatre Tournois des Cinq Nations disputés : 1978, 1979, 1982, 1983.